# 디엔에프 (기업)
디엔에프(DNF)는 대한민국의 전구체 기업이다. 대표이사는 신재호이다. 반도체 재료를 삼성전자, SK하이닉스 등의 업체에 납품한다

## 상장
2007년 11월 16일자로 코스닥시장에 상장되었다.

## 종속회사
- 디엔에프신소재
- 켐옵틱스

## 참고 문헌
1. ↑  최두선, 디엔에프, '70% 중국산' 배터리 핵심소재 전구체 삼성전자용 책임진다, 파이낸셜뉴스, 2023.03.29
2. ↑  한국IR협의회 기업리서치센터 디엔에프 2022.11.08
3. ↑  솔브레인, 디엔에프 960억원 인수 확정••프리커서 경쟁력 확보, 디일렉, 2023.10.31
4. ↑  하나증권 Equity Research 디엔에프 2021년 07월 26일